# Cezar Ouatu
Cezar Florin Ouatu (n. 18 februarie 1980, Ploiești, România), cunoscut și ca Cezar The Voice sau Cezar, este un interpret român de operă (contratenor și tenor), pop-opera și pianist. Este cunoscut datorită piesei „It's My Life”, cu care a câștigat Selecția Națională 2013 și cu care a participat la Concursul Muzical Eurovision 2013 din Malmö, Suedia. Cezar, alături de soprana Angela Gheorghiu, va cânta la concertul pe care tenorul italian Andrea Bocelli îl va susține pe 25 mai, la Romexpo. În 2011, a acordat un interviu amplu pentru numărul prestigioasei reviste lunare de specialitate, “Das Opernglas”. A apărut de asemenea și pe coperta acesteia.

## Biografie
S-a născut într-o familie de muzicieni, fiind fiul flautistului Florin Ouatu, de la Filarmonica din Ploiești și fost profesor la Universitatea Mozarteum din Salzburg, Austria. La doar 6 ani a învățat să cânte la pian, urmând un profil artistic. A absolvit Liceul Muzical „Carmen Sylva” din Ploiești; în 2004 a absolvit cu notă maximă secția de canto clasic a Conservatorului „Giuseppe Verdi” din Milano unde fusese admis în 2001. A studiat de asemenea și muzică barocă. A debutat ca interpret profesionist pe scena Teatrului „La Fenice” din Veneția, a cântat pe cele mai importante scene din lume și a obținut numeroase distincții la concursuri de canto în orașe precum Barcelona, Dresda, Milano și în țări precum Monaco și San Marino. A cântat la opere prestigioase precum cele din Lausanne, Barcelona, Potsdam ș.a.

### Eurovision 2013

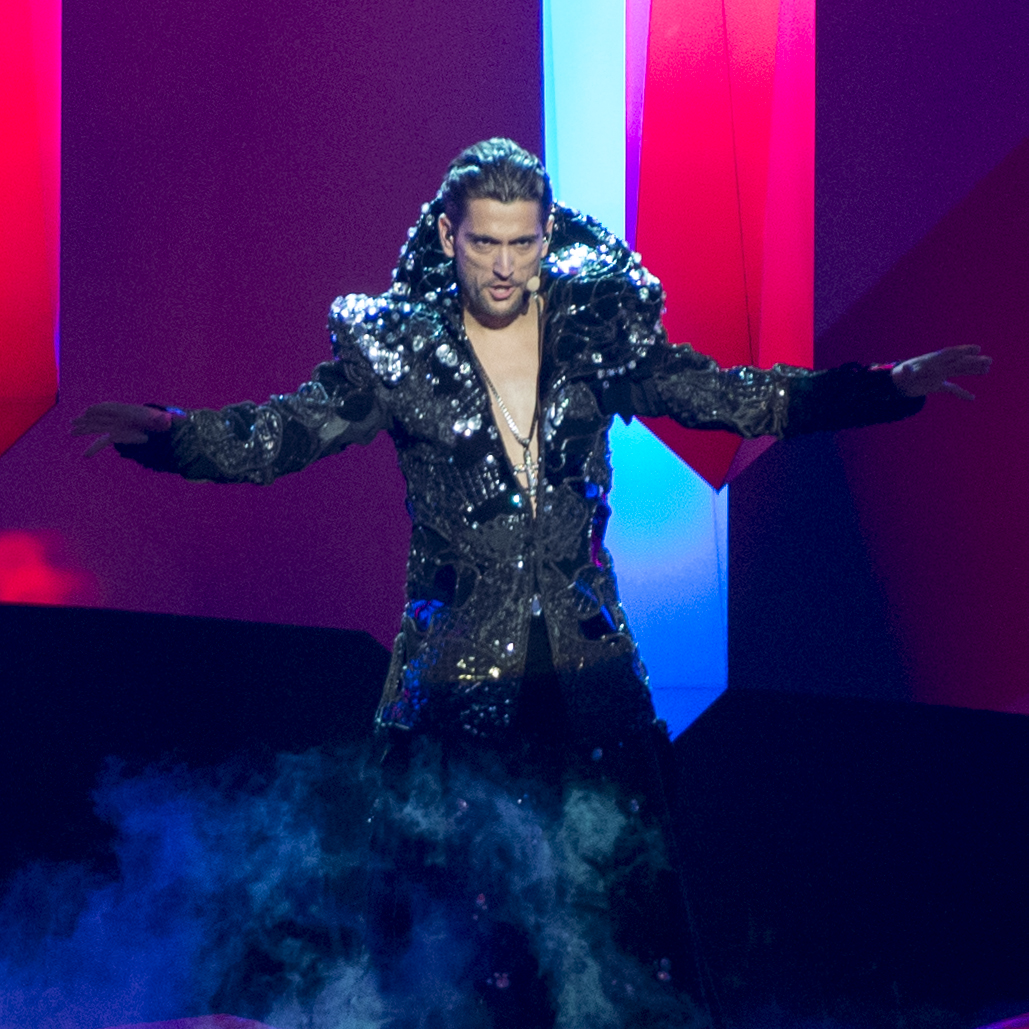
Cezar la Eurovision 2013

În decembrie 2012, el a abordat stilul muzical pop-opera, care combină opera cu genul muzical pop. După cum relatează el însuși în ediția online a Ziarului Prahova, Cristian Faur l-a îndemnat să cânte piesa „It's My Life”:
„Acum două săptămâni am primit un mesaj pe Facebook de la Cristian Faur - compozitorul si textierul piesei „It’s My Life” - care mi-a spus că m-a ales pe mine să interpretez o melodie de-a sa. Am ascultat piesa, mi-a plăcut și am spus: „De ce nu ?” - pentru că eu sunt foarte pasionat de orice gen de muzică.”
A trecut cu ușurință de preselecții și de semifinalele Selecției Naționale 2013, ajungând în finală.
În ultimul act al selecției, el a intrat cu numărul 7 în concurs. A obținut în total 20 de puncte (8 din votul juriului și 12 din televot) și s-a clasat pe primul loc, devenind reprezentantul României la Concursul Muzical Eurovision 2013 organizat la Malmö, Suedia. A reușit să obțină locul 5 în semifinală, iar în marea finală, Cezar a terminat pe locul 13.